# Piz de Puez
Il Piz de Puez (2.918 m s.l.m.) è la montagna più alta del Gruppo del Puez nelle Dolomiti. Si trova nella provincia autonoma di Bolzano. Si trova all'interno del Parco naturale Puez-Odle. La montagna può essere salita partendo dal Rifugio Puez in circa un'ora.